# 山口獣医畜産専門学校 (旧制)
| 山口獣医畜産専門学校 | 山口獣医畜産専門学校        |
| -------------------- | --------------------------- |
| 創立                 | 1944年                      |
| 所在地               | 山口県小郡町 （現・山口市） |
| 初代校長             | 海老原初太郎                |
| 廃止                 | 1952年                      |
| 後身校               | 山口大学                    |
| 同窓会               | 山口大学農学部同窓会（農会) |

山口獣医畜産専門学校 （やまぐちじゅういちくさんせんもんがっこう） は、1944年 （昭和19年） に山口県によって設立された公立の旧制専門学校。創立時の名称は 「山口高等獣医学校」。

## 概要
- 1885年 （明治18年） 創立の山口県山口農学校 （現・山口県立山口農業高等学校） 獣医科を源流とする。
- 山口県立小郡農業学校 （山口県農学校から改称） の第二部獣医科を前身として、山口高等獣医学校の名称で設立された。
- 創立翌年の1945年に山口獣医畜産専門学校と改称された。
- 新制山口大学農学部の前身である。
- 同窓会は 「山口大学農学部同窓会」 と称し、旧制・新制合同の会である。
- 後身校となる山口大学農学部同窓会「農会」（のうかい）が結成される。

## 沿革

### 前史
※ 詳細は、山口県立山口農業高等学校を参照。
- 1883年6月： 山口県、山口県栽培試験場農事講習会を開講。
  - 吉敷郡上宇野令村 （現・山口市中央2丁目）。農業科・獣医科を設置。
- 1885年7月： 山口県山口農学校創立。
  - 旧農事講習会建物を寄宿舎・実習室に充当。獣医科 （2年制） も設置される。
- 1924年4月： 山口県農学校を山口県立小郡農業学校と改称。
- 1936年4月： 獣医畜産科 （4年制） を畜産科に改組。
  - 1926年4月7日法律53号 獣医師法の影響による （大阪獣医畜産専門学校#沿革の1926年の項も参照）。のちに、農学校第二部 （中学校卒業者対象、修業年限2年） の修了者に獣医師試験の受験資格が認められたため、小郡農業学校にも第二部が設置された。

### 山口高等獣医学校時代
- 1944年1月26日： 専門学校令により山口県立山口高等獣医学校設置認可 （国専5号）。
  - 本科 （獣医学科： 修業年限3年） を設置。小郡農業学校第二部から昇格。
- 1944年4月26日： 仮校舎 （小郡農業学校） にて開校式・第1回入学式。
- 1944年7月10日： 旧小郡高等女学校校舎に移転。

### 山口獣医畜産専門学校時代
- 1945年3月29日： 山口獣医畜産専門学校と改称。
- 1946年2月20日： 2年生ら、生徒大会準備と称して授業放棄。
  - 1946年3月、校内混乱により、海老原初代校長ら辞職。
  - この年、小郡農業学校と獣医畜産専門学校とで農業専門学校を設立する計画が浮上。小郡農業学校側で反対運動が起こり、青木校長 （両校兼任） 排斥運動に発展。
- 1948年12月15日： 下関市長府町の旧進駐軍施設に移転。
  - 下関市大字清末の下関農業会旧試験農場を附属農場とした。
- 1948年12月17日： 文部省通達により、1948年以降の入学者は 4年間在学が必要とされる。
  - 獣医師試験受験の要件が変更されたため。
- 1949年4月1日： 新制山口大学農学部設立認可。林学科は保留。
- 1949年5月31日： 新制国立山口大学発足。
  - 旧制山口獣医畜産専門学校は、農学部 （農学科・獣医学科） の母体として包括された。
- 1950年4月： 専攻科 （1年制） を設置。
- 1952年3月27日： 最終期生 （1948年入学者）、専攻科を卒業。
- 1952年3月31日： 旧制山口獣医畜産専門学校、廃止。

## 歴代校長
- 校長事務取扱： 鈴木直人 （1944年4月 - 1944年7月）
- 初代： 海老原初太郎 （1944年7月 - 1946年3月）
- 校長事務取扱： 谷口寿太郎 （1946年4月 - 1946年5月）
- 校長事務取扱： 青木猷彦 （1946年5月 - 1946年7月）
  - 山口県立小郡農業学校校長と兼務 （のち兼任から解かれる）
- 第2代： 青木猷彦 （1946年7月 - 1952年3月）

## 校地

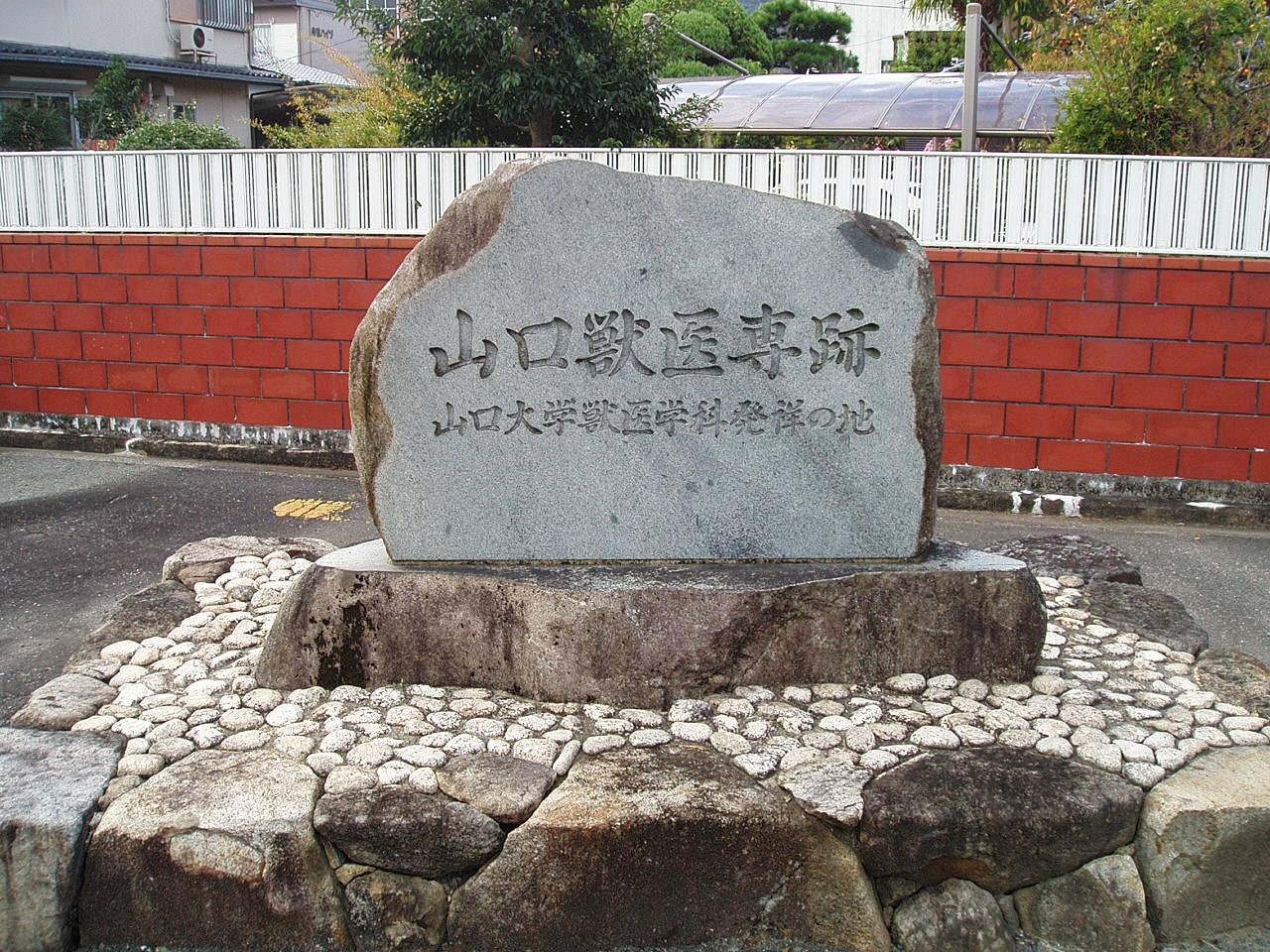
山口獣医専跡の碑（山口市小郡下郷）

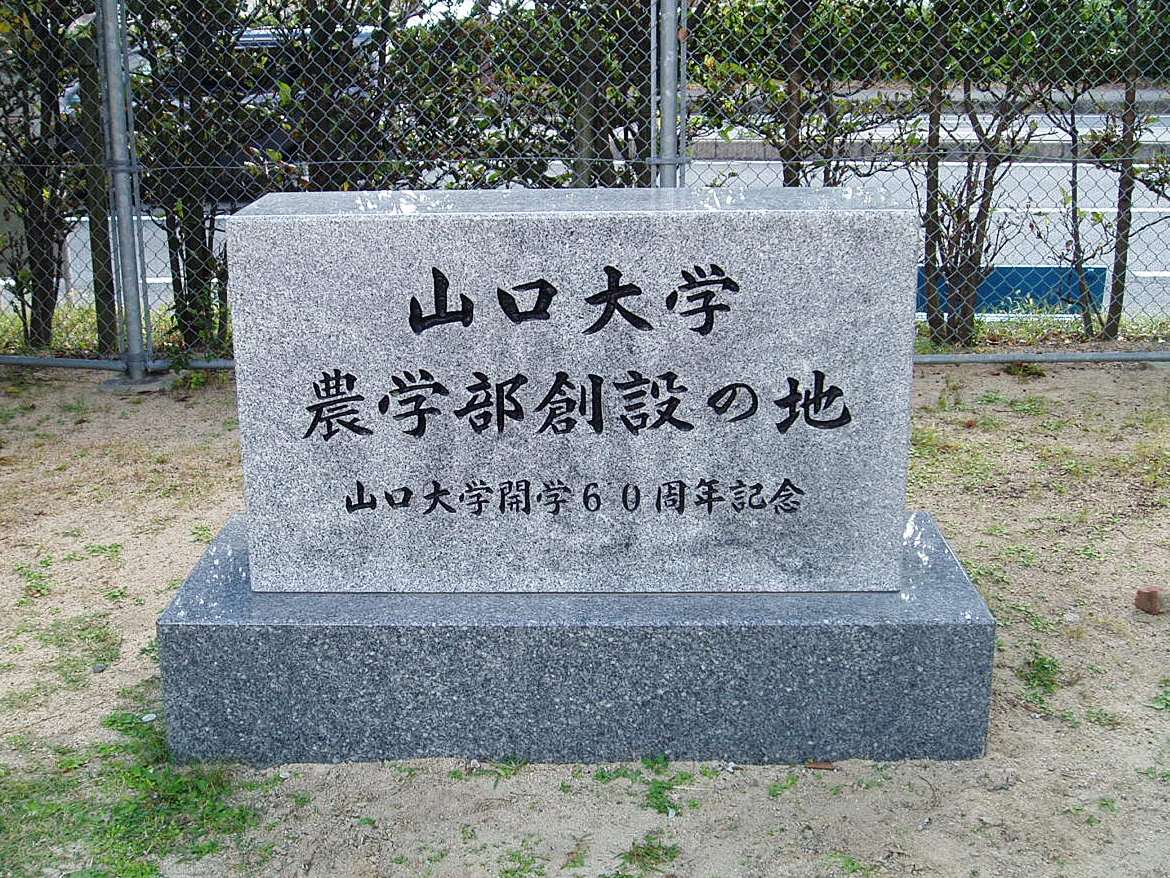
山口大学農学部創設の地碑（下関市長府体育館横）

山口高等獣医学校創立時は、母体となった山口県立小郡農業学校 （現・山口県立山口農業高等学校、吉敷郡小郡町［現・山口市］） に併設された。1944年7月、小郡農業学校と合併して廃止された小郡高等女学校の旧校舎に移転 （吉敷郡小郡町新丁［現・山口市小郡下郷新丁］、周防下郷駅西口付近）。同地では設備拡充もままならず、1948年12月、下関市長府町の旧進駐軍施設 （ニュージーランド軍兵舎等。旧神戸製鋼所長府工場学徒寮） に移転。長府校地は、後身の新制山口大学農学部に引き継がれた。山口大学農学部は、1966年10月に現在の山口市平川地区 （吉田キャンパス） に移転するまで、長府校地を使用した。